# 154 Dywizja Piechoty (III Rzesza)
154 Dywizja Piechoty (niem. 154. Infanterie-Division) – niemiecka dywizja z czasów II wojny światowej, brała udział w walkach przeciw Armii Czerwonej oraz w działaniach antypartyzanckich na ziemiach polskich.

## Historia i szlak bojowy
Dywizja powstała 26 sierpnia 1939 jako Kommandeur der Ersatztruppen IV, którą 10 listopada przekształcono w 154 Dywizję Zapasową (Division Nr. 154). 15 września 1942 została przekształcona w 154 Dywizję Rezerwową (154 Reserve-Division) i przeniesiona w rejon Łańcuta w Polsce. Część dywizji skierowano na front wschodni w marcu 1944 i następnie w lipcu i sierpniu na okupowanych ziemiach Ukrainy, Białorusi i Polski. W ramach opreacji Sturmwind I i Sturmwind II brała udział w walkach przeciw oddziałom partzantki polskiej i radzieckiej broniących się m.in. na terenie Lasów Janowskich i Puszczy Solskiej. Jesienią 1944 została wycofana z frontu i zreorganizowana w 154 Dywizję Szkoleniową (154. Feldausbildungs-Division). Ostatecznie 11 lutego 1945 r. została przemianowana na 154 Dywizję Piechoty (154. Infanterie-Division) i rozbita pod Oderbergiem w kwietniu 1945 r. Większość żołnierzy poległa lub dostała się do sowieckiej niewoli.

## Dowódcy dywizji
- gen. por. Arthur Boltze (od 27 września 1939),
- gen. mjr. Franz Landgraf (od 1 maja 1942),
- gen. por. Friedrich Altrichter (od 31 maja 1942),
- gen. por. Alfred Thielmann (od 20 kwietnia 1944),
- gen. por. Friedrich Altrichter (od 19 grudnia 1944 do kwietnia 1945).

## Struktura organizacyjna
Skład w listopadzie 1939:
- 4., 233., 255., 256. pułki piechoty, 4. zapasowy pułk artylerii, 4. zapasowy batalion obserwatorów artyleryjskich, 10. zapasowy batalion rozpoznawczy, 1. zapasowy batalion mostowy, 24. zapasowy batalion inżynieryjny, 4. zapasowy batalion transportowy, 4. zapasowy batalion kierowców.

Skład w październiku 1944:
- 562., 563., 564. szkolne pułku grenadierów, 1054. batalion artylerii oraz oddziały dywizyjne.

Skład w marcu 1945:
- 562., 563. i 564. pułk grenadierów, 1054. pułk artylerii, 1054. batalion pionierów, 1054. oddział przeciwpancerny.